# Sam Jaffe (Schauspieler)
Sam Jaffe (* 8. März oder 10. März 1891 in New York City; † 24. März 1984 in Beverly Hills; eigentlich Shalom Jaffe) war ein US-amerikanischer Schauspieler.

## Leben und Wirken
Jaffe studierte Ingenieurwissenschaft an der Columbia University und arbeitete für einige Zeit als Mathematiklehrer. 1915 begann er mit der Schauspielerei am Theater. Er war zwischen 1918 und 1979 in diversen Broadway-Produktionen zu sehen. Unter anderem spielte er 1937 am Theater in der Uraufführung von Franz Werfels und Kurt Weills Monumentaldrama The Eternal Road den Widersacher.
Nach einem eher unbedeutenden Stummfilmauftritt 1916 wirkte er 1934 erstmals an einem Tonfilm mit: Seine ersten Auftritte hatte er als wahnsinniger Herrscher in Josef von Sternbergs Die scharlachrote Kaiserin (1934) an der Seite von Marlene Dietrich sowie in Auferstehung unter der Regie von Rouben Mamoulian.  In Frank Capras klassischem Fantasy-Film In den Fesseln von Shangri-La (1937) hinterließ er in der Rolle des „Hohen Lamas“ großen Eindruck. Endgültig dem Filmpublikum bekannt wurde er dann mit seiner Rolle des „Gunga Din“ in George Stevens’ Abenteuerklassiker Aufstand in Sidi Hakim von 1939. In dem gegen den Antisemitismus in den USA gerichteten Filmdrama Tabu der Gerechten (1947) spielte er den „Professor Fred Lieberman“. Einer seiner größten Erfolge war die Rolle des sehr intelligenten Ganoven Doc Riemenschneider in Asphalt Dschungel (1950), die ihm eine Oscar-Nominierung als Bester Nebendarsteller einbrachte. 
1951 war er als Professor in dem Science-Fiction-Klassiker Der Tag, an dem die Erde stillstand zu sehen. Seine Filmkarriere wurde jedoch arg beschädigt, als er kurz nach der Produktion dieses Films vor das Komitee für unamerikanische Umtriebe geladen wurde und danach auf die „schwarze Liste“ der Studios von Hollywood kam (vergleiche Hollywood Ten). Erst 1957 tauchte sein Name wieder im Abspann eines Films auf, und 1959 hatte er erneut Erfolg mit einer Nebenrolle in Ben Hur. In den 1960er Jahren spielte er eine der Hauptrollen in der Arztserie Ben Casey als väterlicher Chefarzt David Zorba, der dem jungen Dr. Casey (gespielt von Vince Edwards) mit Rat zur Seite steht. Daneben spielte er weiter in diversen durchschnittlichen Filmen für Kino und Fernsehen und hatte einige Gastauftritte in Fernsehserien, darunter Bonanza, Die Straßen von San Francisco und Columbo. Eine seiner bekanntesten späteren Filmauftritte war die kleine, aber einprägsame Rolle als finsterer Antiquar in dem Walt-Disney-Film Die tollkühne Hexe in ihrem fliegenden Bett (1972). Noch mit über 90 Jahren drehte Jaffe für Film und Fernsehen.
Jaffe starb 1984 im Alter von 93 Jahren an einer Krebserkrankung. Er ist auf dem Westwood Village Memorial Park Cemetery begraben. Er war von 7. Juni 1956 bis zu seinem Tode mit der Schauspielerin Bettye Ackerman verheiratet. Sam Jaffes Nachlass befindet sich in der Library of Congress.

## Filmografie (Auswahl)
- 1916: A Cheap Vacation (Kurzfilm)
- 1934: Die scharlachrote Kaiserin (The Scarlet Empress)
- 1934: We Live Again
- 1937: In den Fesseln von Shangri-La (Lost Horizon)
- 1939: Aufstand in Sidi Hakim (Gunga Din)
- 1943: Stage Door Canteen
- 1946: 13 Rue Madeleine
- 1947: Tabu der Gerechten (Gentleman’s Agreement)
- 1949: Frau in Notwehr (The Accused)
- 1949: Blutige Diamanten (Rope of Sand)
- 1950: Asphalt-Dschungel (The Asphalt Jungle)
- 1951: Die Mündung vor Augen (Under the Gun)
- 1951: Der Tag, an dem die Erde stillstand (The Day the Earth Stood Still)
- 1953: Main Street to Broadway
- 1957: Spione am Werk (Les Espions)
- 1958: Der Barbar und die Geisha (The Barbarian and the Geisha)
- 1959: Ben Hur (Ben-Hur)
- 1960/1961: Alfred Hitchcock präsentiert (Alfred Hitchcock Presents, Fernsehserie, 2 Folgen)
- 1961–1965: Ben Casey (Fernsehserie, 117 Folgen)
- 1962: Die siegreichen Drei (Sergeants 3)
- 1962: Preston & Preston (The Defenders, Fernsehserie, Folge 1x17)
- 1966: Bonanza (Fernsehserie, Folge 7x23 Der Kaiser von Amerika)
- 1966: Batman (Fernsehserie, Folge 2x02)
- 1967: Leitfaden für Seitensprünge (A Guide for the Married Man)
- 1967: Tarzan (Fernsehserie, 2 Folgen)
- 1968: San Sebastian (La Bataille de San Sebastian)
- 1969: Hochwürden dreht sein größtes Ding (The Great Bank Robbery)
- 1970: Voodoo Child (The Dunwich Horror)
- 1970: Tod eines Bürgers (The Old Man Who Cried Wolf, Fernsehfilm)
- 1971: Die tollkühne Hexe in ihrem fliegenden Bett (Bedknobs and Broomsticks)
- 1971–1972: Alias Smith und Jones (Alias Smith and Jones, Fernsehserie, 3 Folgen)
- 1974: Die Straßen von San Francisco (The Streets of San Francisco, Fernsehserie, Folge 3x14)
- 1975: Columbo: Tödliches Comeback (Forgotten Lady, Fernsehreihe)
- 1976: Die Sieben-Millionen-Dollar-Frau (The Bionic Woman, Fernsehserie, Folge 2x06)
- 1977: Kojak – Einsatz in Manhattan (Kojak, Fernsehserie, Folge 5x08)
- 1980: Gideons Paukenschlag (Gideon’s Trumpet, Fernsehfilm)
- 1980: Sador – Herrscher im Weltraum (Battle Beyond the Stars)
- 1983: Love Boat (The Love Boat, Fernsehserie, Folge 6x26)
- 1984: Alles ist vergänglich (Nothing Lasts Forever)
- 1984: In der Schußlinie (On the Line)